# Floirac (Charente-Maritime)
Floirac község Franciaország Új-Aquitania régiójában, Charente-Maritime megyében. Lakosainak száma 427 fő (2022. január 1.). Floirac Mortagne-sur-Gironde, Boutenac-Touvent, Brie-sous-Mortagne, Saint-Germain-du-Seudre, Saint-Fort-sur-Gironde, Bégadan, Valeyrac és Jau-Dignac-et-Loirac községekkel határos.
Új községként 2018. január 1-jén jött létre, amikor a korábbi Floirac egyesült Saint-Romain-sur-Gironde korábbi községgel.

## Népesség
A település népességének változása:
| Lakosok száma | 375  | 371  | 392  | 413  | 433  | 427  | 427  |
|               | 2015 | 2017 | 2018 | 2019 | 2020 | 2021 | 2022 |